# IC 4308
IC 4308 је ознака објекта на координатама са ректансцензијом 13h 36m 52,4s и деклинацијом + 32° 44" 0'. Открио га је Стефан Жавел, 17. јуна 1903. Каснијим посматрањима на том положају није уочен никакав астрономски објекат.